# Galera Coração
Galera Coração é um álbum de estúdio da dupla sertaneja brasileira Edson & Hudson, lançado em 2005 pela EMI (hoje Universal Music). O álbum contém os sucessos "É Amor Demais", "Tá no Meu Coração" e "Galera Coração", que dá nome ao álbum. Vendeu cerca de 200.000 cópias rendendo um disco de platina, e alcançou o 5º lugar entre os mais vendidos do país.

## Faixas
| N.º | Título                                             | Compositor(es)                                          | Duração |  |
| 1.  | "Galera Coração"                                   | Hudson / Henrique Marx / Flavinho Alencar               | 3:17    |  |
| 2.  | "É Amor Demais"                                    | Edson / Henrique Marx / Renato                          | 3:13    |  |
| 3.  | "Tá no Meu Coração"                                | Tivas / Carlos Randall / Danimar                        | 3:23    |  |
| 4.  | "Por Trás da Chuva de Domingo (Raining On Sunday)" | Darrell Brown / Radney Foster - versão: Cláudio Rabello | 3:47    |  |
| 5.  | "Solte a Garganta"                                 | Edson / Flavinho Alencar                                | 3:24    |  |
| 6.  | "Não Tem Dia, Não Tem Hora"                        | Edson / Hudson                                          | 3:54    |  |
| 7.  | "Chocolate com Pimenta"                            | Edson / Pedro Paulo                                     | 3:06    |  |
| 8.  | "Chega Junto"                                      | Edson / Henrique Marx                                   | 2:38    |  |
| 9.  | "Amor e Ilusão"                                    | Edson / Pedro Paulo / Fabiano                           | 3:28    |  |
| 10. | "Quantas Lembranças"                               | Edson / Flavinho Alencar                                | 2:42    |  |
| 11. | "Abre a Janela"                                    | Edson / Hudson / Beijinho / Pedro Paulo                 | 2:56    |  |
| 12. | "Por Amar Essa Mulher (Rosa o Clavel)"             | Franco de Vita - versão: Hudson / Luís Gustavo          | 3:14    |  |
| 13. | "Nossa História"                                   | Edson / Flavinho Alencar                                | 3:05    |  |
| 14. | "O Caldeirão Vai Ferver"                           | Chico Amado                                             | 3:17    |  |

## Certificações
| Brasil (ABPD)                             | Platina | 2005 | 200.000* |
| *número de vendas baseado na certificação |         |      |          |